# سباق الطريق المداري للشبان في بطولة العالم لسباق الدراجات على الطريق 2017
سباق الطريق المداري للشبان في بطولة العالم لسباق الدراجات على الطريق 2017 (بالفرنسية: Course en ligne masculine des juniors aux championnats du monde de cyclisme sur route 2017)‏ هو سباق دراجات هوائية، وهو الموسم رقم 31 من السباق، وأقيم في 23 سبتمبر 2017، وامتدّ لمسافة 135.5 كيلومتر، وهو أحد سباقات بطولة العالم لسباق الدراجات على الطريق 2017، وقد شارك في السباق 190 متسابقاً ووصل إلى نهايته 129 متسابقاً.
فاز فيه بالمركز الأول Julius Johansen ‏، وبالمركز الثاني Luca Rastelli ‏، وبالمركز الثالث Michele Gazzoli ‏.

## الفائزون
| الترتيب | الفائز           |
| ------- | ---------------- |
| الفائز  | Julius Johansen ‏ |
| الثاني  | Luca Rastelli ‏   |
| الثالث  | Michele Gazzoli ‏ |

## وصلات خارجية
- سباق الطريق المداري للشبان في بطولة العالم لسباق الدراجات على الطريق 2017 على موقع إحصائيات الدراجات الإحترافية (الإنجليزية)